# M11/39
M11/39 — італійський середній танк часів Другої світової війни. По масі відносився до легких танків. Вироблявся в 1939–1940 роках, загальний випуск склав близько 100 одиниць. Використовувався в 1939–1942 роках в Північній Африці і на Східному фронті. Кілька трофейних M11/39, захоплених в Північній Африці, використовувалися австралійськими військами.
M11/39 був подальшим розвитком англійської танка «Віккерс 6-тонний», від якого він успадкував конструкцію ходової частини. На відміну від «Віккерса 6-тонного» основне озброєння машини було розташоване в лобовому листі корпусу, а спарені 8-мм кулемети монтувалися у башті.
Цей танк був вкрай невдалим, бо мав слабку броню, малоефективну гармату (до того ж розташовану в корпусі). Ці недоліки послужили поштовхом для розвитку танків, а саме в моделі M13/40.

## Застосування
1939 року 24 танки були поставлені до Італійської Східної Африки. 12 екземплярів до Еритреї і 12 в Ефіопію. Через відсутність запасних частин вони достатньо швидко були виведені з експлуатації.
У липні 1940 року в розпорядженні італійської армії в Лівії було 70 таких танків. Деякі з цих танків взяли участь в окупації Сіді-Баррані. Взимку 1940–1941 років під час операції Компас 23 M11/39 з угрупування Малетто зіткнулися з англійськими танками Матильда, броня яких не пробивалася 37-мм. гарматами M11/39.